# Huyện Barisal
Barisal là một huyện thuộc division Barisal, Bangladesh. Huyện này có diện tích 2791 km², dân số năm 2002 là 2330960 người, mật độ dân số là 835 người/km².